# Wapen van Sri Lanka
Het wapen van Sri Lanka werd bij de oprichting van de republiek Sri Lanka in 1972 ingevoerd.

## Beschrijving
Centraal in het wapen staat een gouden leeuw met een gouden zwaard in zijn rechtervoorpoot. De leeuw staat in een rode cirkel, die op zijn beurt wordt omgeven door een rand in de kleuren wit-blauw-wit. Daaromheen zijn zestien gouden bladeren van de lotusbloem afgebeeld op een blauwe achtergrond. Deze bladeren worden omgeven door een rand met de kleuren goud-blauw-goud. Dit geheel staat op een gouden vaas, waaruit gouden rijstaren komen die om de cirkels heen gaan. Boven de cirkels staat een blauwe dharmachakra op een gouden achtergrond. De vaas staat op een gouden standaard en aan beide zijden van de vaas staat nog een plakkaat. Aan de ene zijde een gouden halve maan en aan de andere zijde een gouden zon. De zon en de maan hebben beide een gezicht. Het gehele wapen wordt omgeven door een blauwe rand.

## Symboliek
De leeuw, die ook op de vlag van Sri Lanka staat, is afkomstig uit het wapen van de laatste koning van Kandy. Rijst is het belangrijkste landbouwproduct van Sri Lanka en wordt daarom afgebeeld op het wapen. Alle andere symbolen zijn afkomstig uit het boeddhisme, het grootste geloof op Sri Lanka. De blauwe dharmachakra staat voor de boeddhistische leer, de acht spijlen van het rad voor het Achtvoudige Pad en de lotusbladeren staan voor reinheid. De zon en de maan, die eveneens op de vlag van Sri Lanka staan, staan voor een lang leven. De vorm van het wapen is afkomstig van de mandala.

## Historische wapens

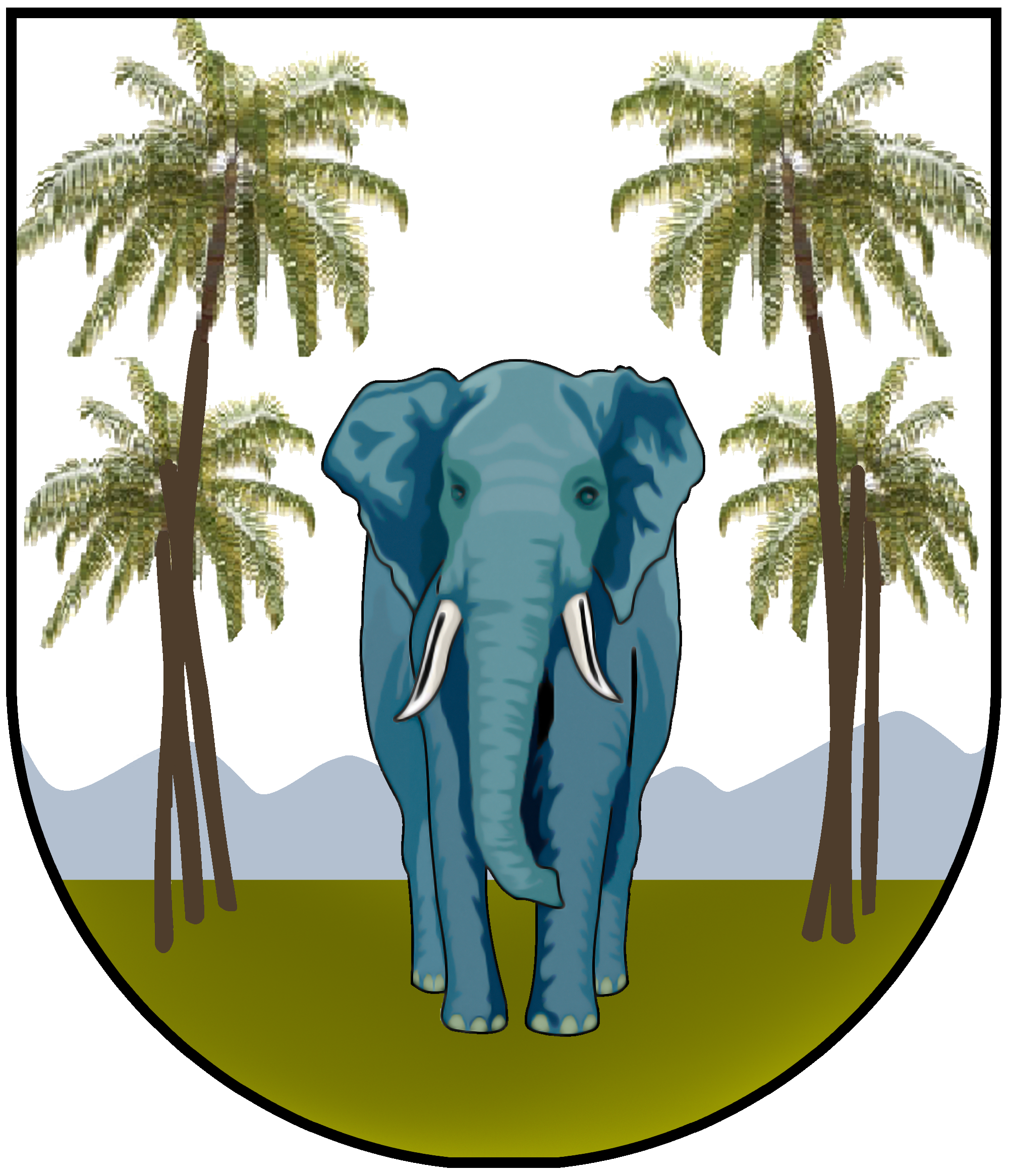
Portugees koloniaal wapen (? - 1658)
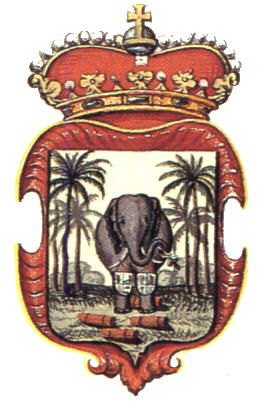
Nederlands koloniaal wapen (1702-1796)
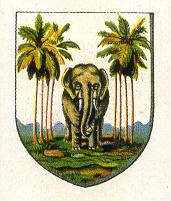
Brits koloniaal wapen (1802-1948)
Wapen van Dominion Ceylon (1954-1972)

Afghanistan · Armenië · Azerbeidzjan · Bahrein · Bangladesh · Bhutan · Brunei · Cambodja · China: Volksrepubliek / Republiek (Taiwan) · Cyprus · Filipijnen · Georgië · India · Indonesië · Irak · Iran · Israël · Japan · Jemen · Jordanië · Kazachstan · Kirgizië · Koeweit · Laos · Libanon · Malediven · Maleisië · Mongolië · Myanmar · Nepal · Noord-Korea · Oezbekistan · Oman · Oost-Timor · Pakistan · Palestina · Qatar · Rusland · Saoedi-Arabië · Singapore · Sri Lanka · Syrië · Tadzjikistan · Thailand · Turkmenistan · Turkije · Verenigde Arabische Emiraten · Vietnam · Zuid-Korea

Afhankelijke gebieden: Hongkong · Macau

Betwiste gebieden: Noord-Cyprus